# الثورة الأرجنتينية 1893

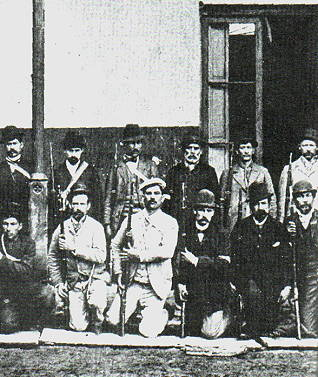
قوات من الجيش الثوري الراديكالي بعد تدريبهم في تمبرلي 1893.

الثورة الأرجنتينية عام 1893، أو الثورة الراديكالية لعام 1893، هي انتفاضة فاشلة نفذها أعضاء الاتحاد المدني الراديكالي (يو سي آر) ضد حكومة الأرجنتين، التي كان يسيطر عليها حينئذ حزب الاستقلال الوطني (بي إيه إن). استمرت في تحقيق أهداف ثورة الحديقة لعام 1890، التي تكررت قضاياها في ثورة عام 1905.
في عام 1890، شكّل بارتومولي ميتر وليندرو إن. آلم الاتحاد المدني، الذي نظم ثورة الحديقة وأجبر الرئيس ميغيل أنخيل خواريز سيلمان من حزب الاستقلال الوطني على الاستقالة لصالح نائبه كارلوس بيليغريني. كان ميتر نفسه قد ترشح لمنصب الرئاسة في انتخابات عام 1892، لكنه سعى إلى الحصول على تسوية مع حزب الاستقلال الوطني، ما أدى إلى انفصال آلم وتأسيس الاتحاد المدني الراديكالي في عام 1891. في 2 أبريل عام 1892، قبل أسبوع تقريبًا من الانتخابات، أعلن بيليغريني عن حالة حصار واعتقل آلم وغيره من زعماء المعارضة، الأمر الذي أدى إلى انتخاب ساحق لمرشح حزب الاستقلال الوطني لويس ساينز بينا.
في أعقاب ذلك، انقسم الاتحاد الراديكالي المدني إلى فصائل يقودها آلم (لوس ليريكوس، «كُتّاب الأغاني») وفصائل يقودها ابن أخته وحاميه هيبوليتو يريغوين (لوس روخوس، «الحمر»). كان يريغوين وأخوه السياسي أريستوبولوس ديل فالي يعتقدان أن الاتحاد المدني الراديكالي يجب أن يتولى السلطة من خلال تمردات في المحافظات، بدلًا من انقلاب ضد الحكومة الوطنية.

## المرحلة الأولى: يوليو–أغسطس

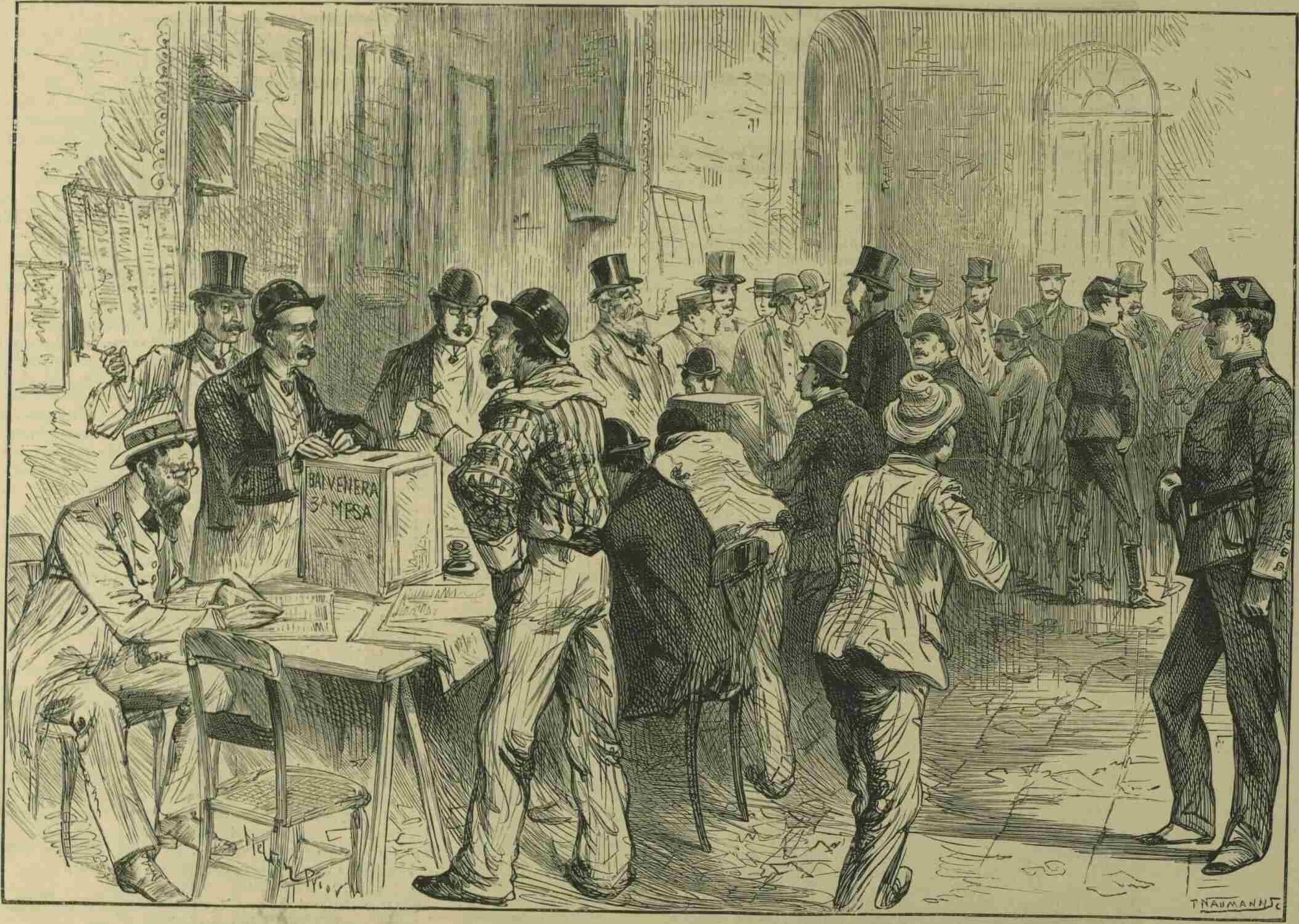
إجراءات انتخابات 1892 في بوينس آيرس: التصويت تحت الحماية العسكرية (ميلتون بريور ، 1892).

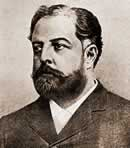
أريستوبولو ديل فالي وزير الحرب بصلاحيات واسعة خلال ثورة 1893

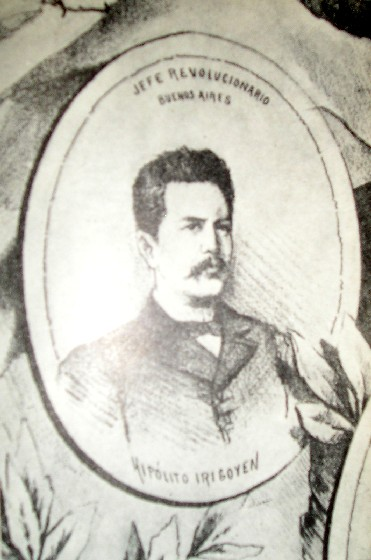
هيبوليتو يريغوين ، قاد الثورة في مقاطعة بوينس آيرس

في عام 1893، ومع ضعف حكومته، دعا ساينز بينيا ديل فالي إلى تولي منصب وزير الحرب، مع مهام إضافية تمنحه سلطة رئيس الوزراء تقريبًا. كان ذلك فرصة لا يمكن تجاهلها بالنسبة إلى الاتحاد المدني الراديكالي. بدأ التمرد المسلح الأول في 28 يوليو في محافظة سان لويس، بقيادة تيوفيلو سا. سرعان ما سيطر الثوار على المنطقة ليجبروا الحاكم على الاستقالة وتنصيب سا حاكمًا مؤقتًا. اندلع تمرد ثانٍ في سانتا في بتاريخ 30 يوليو. بعد عدة أيام من القتال الدامي، هزم الثوار، بقيادة ليساندرو دو لا تور وآخرين، حكومةَ المحافظة التي كان يترأسها خوان مانويل كافيراتا؛ أحد أعضاء حزب الاستقلال الوطني القلائل الذين تولوا السلطة بصورة شرعية. في 4 أغسطس، نصّبوا الراديكالي ماريانو كانديوتي حاكمًا. كان التمرد في محافظة بوينس آيريس، الذي قاده يرغوين نفسه، الأكبرَ والأكثر تنظيمًا. بدأ التمرد في الوقت نفسه في 82 مدينة عند الفجر بتاريخ 30 يوليو. تألف الجيش الراديكالي في النهاية من 8 آلاف رجل مسلح، تحت القيادة المباشرة لمارسيلو تي. دي ألفير في البداية ومارتن يرغوين لاحقًا. كان مقرهم في تيمبرلي، في منطقة مجاورة لبوينس آيريس. انتصرت الثورة في كل مكان من المحافظة. في 8 أغسطس، استولوا على العاصمة ونصبوا خوان كارلوس بيلغارنو حاكمًا مؤقتًا.
بعد ذلك بفترة وجيزة، ارتكبت الحكومة عدة أخطاء إستراتيجية. أولًا، رفض ديل فالي (مدعومًا بيريغوين) عزل ساينز بينا بانقلاب، مثلما طلب آلم ومعظم الزعماء الراديكاليون الآخرون. اقترح بدلًا من ذلك خطة انتخابات حرة وافق عليها مجلس الشيوخ، لكنها لم تحز على موافقة مجلس النواب. ثانيًا، حرر يرغوين بيليغريني الذي كان قد اعتُقل في هايدو على يد الثوار. حالما أُطلق سراحه، عاد بيليغريني إلى العاصمة وجمع حوله مؤيدي حزب الاستقلال الوطني.
ثالثًا، غادر ديل فالي قصر روزادا متجهًا إلى تيمبرلي، ليكون حاضرًا عند تسليم الأسلحة. في 11 أغسطس، استغل بيليغريني وخوليو روكا الأرجنتيني الفرصة للذهاب إلى المؤتمر وحازا على تأييد قمع التمرد في بوينس آيريس، وسان لويس، وسانتا في، وجميع المحافظات التي تسيطر عليها حكومات ثورية. حرّض آلم ديل فالي على قيادة الجيش الراديكالي عائدًا إلى بوينس آيريس وتنظيم انقلاب. بدلًا من ذلك، استقال ديل فالي من مجلس الوزراء في 12 أغسطس، ليُحل محله الروكيستا مانويل كوينتانا.
قررت اللجنة الحكومية للاتحاد المدني الراديكالي في الخامس والعشرين من أغسطس تسليم أسلحتها وتوقفت الثورة فعليًا.

## المرحلة الثانية: 14 أغسطس–سبتمبر
في 14 أغسطس عام 1893، أي بعد يومين من استقالة أريستوبولو ديل فالي، أطاحت الانتفاضة في محافظة كورينتس بالحاكم هناك. قرر آلم أن يبدأ من روساريو معتبرًا أن الثورة أبعد ما تكون عن الهزيمة ومتوقعًا انتفاضة هائلة. من ناحية على ثانية، شعر يريغوين أن هذه الحركة لم تكن متأصلة على نحو جيد ورفض دعم الجيش الراديكالي، وهي حركة اعتبرتها البقية الراديكالية خيانة.
كانت الانتفاضة التي قادها آلم رديئة التصميم والتنظيم. في السابع من شهر سبتمبر، ثار القائد الراديكالي بيلو في محافظة توسومان وفرض حكومة ثورية بقيادة أوجينيو مينديز. في 24 سبتمبر، عاد كانديوتي إلى سانتا في مُترأسًا جيشًا مشتركًا من النظاميين وغير النظاميين. قررت الحكومة الوطنية الرد بحزم وأرسلت جيشًا قويًا بقيادة بيليغريني، الذي جعل الثوار يستسلمون في 25 سبتمبر. وصل آلم في اليوم نفسه إلى روساريو، مختبئًا في سفينة شحن، ولقي ترحيبًا كبيرًا، وأعلنه تجمعٌ شعبي رئيسًا للأمة ولجيش مكوّن من 6000 رجل. في 26 سبتمبر، تمرّد طاقم الأسطول الحربي آرا لوس آنديس من طراز إل بلاتا، المُتّجه من تيغر إلى سانتا في مجهزًا بالأسلحة لدعم القوات الحكومية، وكان يقوده ملازم الفرقاطة (نوع من السفن الحربية) جيراردو فالوتا. أبحر فالوتا بالسفينة إلى روساريو وأعطى الأسلحة لجيش المتمردين بدلًا من ذلك.
اشتبك مانويل غارسيا مانسيلا، قائد سفينة طوربيد آرا إسبورا، مع أسطول لوس آنديز في معركة إل إسبينيّو في 29 سبتمبر، على نهر بارانا شمالي روزايو. انضمت السفينة الحربية النهرية آرا إندبيندنثيا إلى المعركة تحت قيادة القائد إيديلميرو، وسرعان ما أجبرت أسطول لوس آنديز على الانسحاب إلى الميناء. استسلم فالوتا في وقت مبكر من صباح اليوم التالي.
تولى روكا قيادة الجيش في روساريو، وهدد بتفجير المدينة إن لم يستسلم المتمردون. هرب آلم مع المتمردين المتبقين إلى غارسيا مانسيلا وكوريا، ليكون ذلك نهاية فعلية للثورة.
قُبض على آلم في الأول من أكتوبر وسُجن لمدة ستة أشهر. ترشح في الانتخابات التشريعية عام 1894، ليصبح نائبًا وطنيًا في عام 1895، لكنه انتحر في شهر يوليو التالي.